# Пшибыльский, Михал
Михал Пшибыльский (фар. Michal Przybylski; род. 29 декабря 1997 в Свиноуйсьце, Западно-Поморское воеводство) — фарерский футболист польского происхождения, полузащитник клуба «Б68».

## Карьера
Михал воспитывался в системах клубов «Б68» и «НСИ Рунавик». За «НСИ Рунавик» в рамках фарерской премьер-лиги он дебютировал 9 июня 2014 года в матче против «Б68» Всего в своём дебютном сезоне он принял участие в трёх встречах первенства. В следующем сезоне Михал принял участие ещё в четырёх матчах фарерского чемпионата. В 2016 году он вернулся в состав родного «Б68».

### Клубная статистика
По состоянию на 21 марта 2016 года
| Выступление      | Выступление      | Выступление      | Лига | Лига | Кубки | Кубки | Еврокубки | Еврокубки | Остальные | Остальные | Итого | Итого |
| Клуб             | Лига             | Сезон            | Игры | Голы | Игры  | Голы  | Игры      | Голы      | Игры      | Голы      | Игры  | Голы  |
| ---------------- | ---------------- | ---------------- | ---- | ---- | ----- | ----- | --------- | --------- | --------- | --------- | ----- | ----- |
| НСИ Рунавик      | Премьер-Лига     | 2014             | 3    | 0    | 0     | 0     | 0         | 0         | 0         | 0         | 3     | 0     |
| НСИ Рунавик      | Премьер-Лига     | 2015             | 4    | 0    | 1     | 0     | 0         | 0         | 0         | 0         | 5     | 0     |
| НСИ Рунавик      | Итого            | Итого            | 7    | 0    | 1     | 0     | 0         | 0         | 0         | 0         | 8     | 0     |
| Б68              | Премьер-Лига     | 2016             | 1    | 0    | 0     | 0     | 0         | 0         | 0         | 0         | 1     | 0     |
| Б68              | Итого            | Итого            | 1    | 0    | 0     | 0     | 0         | 0         | 0         | 0         | 1     | 0     |
| Всего за карьеру | Всего за карьеру | Всего за карьеру | 8    | 0    | 1     | 0     | 0         | 0         | 0         | 0         | 9     | 0     |

## Личная жизнь
Отец Михала, Томаш, также был футболистом. Он выступал за польские и фарерские клубы. Дядя Михала, Яцек, тоже футболист. Он был видной фигурой познанского «Леха» начала девяностых.